# Propolis pulchella
Propolis pulchella är en svampart som beskrevs av Speg. 1888. Propolis pulchella ingår i släktet Propolis och familjen Rhytismataceae.   Inga underarter finns listade i Catalogue of Life.